# 데이비드 레저
데이비드 리저(David Leisure, 영어 발음: /ˈliːʒər/, 1950년 11월 16일 ~ )는 미국의 배우이다.
샌디에이고에서 태어났다.

## 출연 작품
- 미트 마이 발렌타인 (2015, Meet My Valentine)
- 바이오니클 4 - 전설의 부활 (2009년)
- 웰컴 투 셉템버 (2005년)
- 내가 널 사랑할 수 없는 10가지 이유 (1999년) - 미스터 채핀 역
- 아웃사이더 (1998, Gangster World)
- 헐리우드 사파리 (1997년)
- 어디에도 없는 영화 (1997년)
- 체인지 소동 (1996년)
- 브래디 펀치 (1995년)
- 러브스트럭 (1988, You Can't Hurry Love)
- 세이 예스 (1986년)
- 에어플레인 2 (1982년)
- 에어플레인 (1980년)

### 텔레비전
- 더 영 앤 더 레스트리스 (1973년)
- 우리 생애 나날들 (1965년)